# Cantone di Saint-Sernin-sur-Rance
Il Cantone di Saint-Sernin-sur-Rance era una divisione amministrativa dell'arrondissement di Millau.
A seguito della riforma approvata con decreto del 21 febbraio 2014, che ha avuto attuazione dopo le elezioni dipartimentali del 2015, è stato soppresso.

## Composizione
Comprendeva i comuni di:
- Balaguier-sur-Rance
- La Bastide-Solages
- Brasc
- Combret
- Coupiac
- Laval-Roquecezière
- Martrin
- Montclar
- Montfranc
- Plaisance
- Pousthomy
- Saint-Juéry
- Saint-Sernin-sur-Rance
- La Serre